# 山崎今朝弥

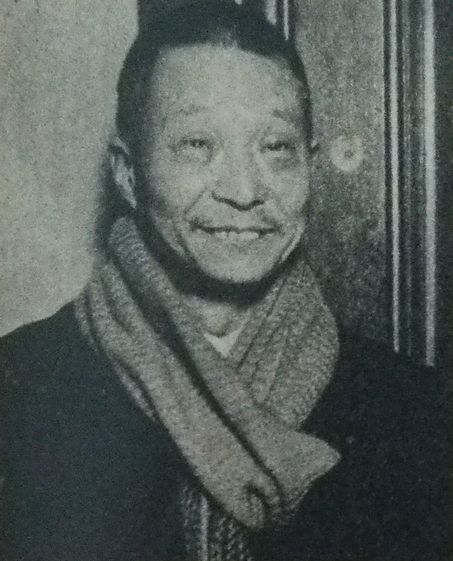
1951年頃

山崎 今朝弥（やまざき けさや、旧漢字表記：山崎 今朝彌、1877年9月15日 - 1954年7月29日）は、明治・大正・昭和期の弁護士である。社会主義者の事件を多く扱った。

## 人物
1877年、現在の長野県岡谷市（旧・諏訪郡川岸村）出身。上京後、明治法律学校（現・明治大学）に学び、1901年卒業。同年第1回判事検事登用試験に合格（弁護士試験にも合格）、司法官試補となり甲府区裁判所詰となるも翌年依願免官し、1903年渡米。赤羽一、岩佐作太郎、幸徳秋水らと知り合った。
1907年に帰国し、東京弁護士会に入会して弁護士となった。
1913年、合同法律事務所の先駆けとなる東京法律事務所を設立。1916年、平民法律所開設。
1917年、平民大学創立（大学令に基づく大学ではない）。弁護士団体である自由法曹団（1921年）の結成に参加。また、日本社会党（1913年、山崎の1人政党）、日本社会主義同盟（1920年）、日本フェビアン協会（1924年）の設立に関わるなど社会主義者としても活動し、社会主義者の弁護を多数手がけた。戦後は三鷹事件、松川事件の弁護団にも加わった。「米国伯爵」を自称したり、「弁護士大安売」という広告を出すなど奇行・奇文の人として知られ、数々の著書、雑誌を刊行した。

## 著書
- 『粗食養生論』（隆文館、1907年）
- 『辯護士大安賣』（聚英閣、1921年）
- 『地震憲兵火事巡査』（解放社、1924年）　なお、本書は『山崎伯爵創作集』（平民大学、1924年）という書名でも発行されている（内容は同一）。
- 森長英三郎編『地震・憲兵・火事・巡査』（岩波文庫、1982年） ISBN 4-00-331601-0　上記『辯護士大安売』、『地震憲兵火事巡査』等から選んだ選集。